# Cornel Cernea
Cornel Cernea (n. 22 aprilie 1976, Slobozia, România) este un fost jucător de fotbal care a evoluat pe postul de portar. Cernea și-a început cariera la echipa bucureșteană Grivița. A debutat în prima ligă în anul 2000 când apăra buturile echipei Petrolul Ploiești, concurând pentru postul de titular împotriva lui Cătălin Grigore. După retrogradarea echipei acesta se transferă la Oțelul Galați unde a evoluat între 2003 și 2005, iar în vara anului 2005 s-a transferat la Steaua București, la vârsta de 29 de ani. La Steaua obținut un titlu de campion, o calificare în semifinalele Cupei UEFA și trei calificări consecutive în Liga Campionilor. În iunie 2009 a semnat un contract cu Unirea Alba Iulia.
Pe 29 martie 2006 a primit Medalia „Meritul Sportiv” clasa a II-a cu o baretă din partea președintelui României de atunci, Traian Băsescu, pentru calificarea în sferturile Cupei UEFA 2005-2006. De la 1 martie 2014 joacă pentru Progresul București.
În sezonul 2006-07, Bănel Nicoliță a înscris un autogol în poarta lui Cernea, într-un meci cu Real Madrid în Champions League (meci terminat 0-1).